# バイパス (国道330号)
バイパスは沖縄県宜野湾市嘉数と浦添市西原との市境である広栄交差点から那覇市安里までの国道330号をさす。普通この区間はただの「バイパス」と呼ばれているが、那覇市内区間は“安里バイパス通り”、浦添市内区間は“浦添バイパス”と分けて呼ぶ場合もある。または広栄交差点から先、宜野湾市我如古交差点まで後から開通した西原バイパスを含めて呼ばれる場合もある。
普通バイパスといえば、開通前もともとあった旧道が存在するものだがこの区間には旧道というものが存在しない。これは本土復帰前軍用道路（軍道）1号線（現国道58号）のバイパスとして計画されていたからである。復帰前は1号線のバイパスでも那覇市安里 - 浦添市伊祖が琉球政府道41号線（現在の国道330号のうちこのバイパスと那覇市安里から先のひめゆり通りの区間と沖縄県道221号那覇内環状線の那覇大橋通りの区間がそれにあたる）、浦添市伊祖 - 宜野湾市嘉数が琉球政府道21号線という路線名が別にあった。その当時から（ただの）「バイパス」と呼ばれており、当初は自動車専用道路として計画されていたため交差する道路は立体交差になっているが、後に歩道も設置され横断歩道や信号も何ヶ所か設置されている。そのため交差する主要道路のほとんどは立体交差である（浦添市内の沢岻から西原までの約4kmの区間は本線上には信号機がない）。1972年5月の本土復帰後は国道330号となり、1975年に広栄交差点まで全線開通した。那覇市内区間については2003年に開通した沖縄都市モノレール（ゆいレール）が道路の真ん中を通っている。
なお、このバイパスが開通する前の安里交差点 - 広栄交差点間は、安里 - 首里山川間は沖縄県道40号線（現沖縄県道29号那覇北中城線）、首里山川 - 首里儀保間は沖縄県道28号線、首里儀保 - 広栄間は沖縄県道5号線（現沖縄県道241号宜野湾南風原線）が幹線道路だった。今でもバイパスと並ぶ重要な道路である。

## 概要
- 路線名：国道330号
- 起点：宜野湾市嘉数（広栄交差点、実際は浦添市西原との市境にまたがっているが正式な起点はこことなっている）
- 終点：那覇市安里（安里交差点、ごくまれだが「安里IC」という場合もある）
- 区間内の指定区間：宜野湾市嘉数 - 那覇市古島の古島IC（国道は1972年に指定されたが、当時はこの区間はすべて指定区間外（沖縄県管理）で1997年に広栄交差点 - 古島IC間が指定区間（国直轄）となった。古島IC以南の那覇市内の区間はひめゆり通りも含め指定区間外となっている）
- 車線数：全線4車線
- 最高速度：50km/h

## 歴史
- 1953年：琉球政府道41号線のルートとして小禄村（現那覇市）鏡原 - 宜野湾村（現宜野湾市）大謝名の区間が指定される（のちに浦添村（現浦添市）伊祖 - 宜野湾市嘉数間が政府道21号線として指定される）。
- 1960年代：那覇市安里 -　宜野湾市嘉数間にバイパス建設が計画される。
- 1970年：那覇市安里 - 古島IC間開通。安里立体高架橋（初代）完成。
- 1971年：那覇市古島IC - 浦添市大平IC間開通。
- 1972年5月：本土復帰と同時に国道330号となる（ただしひめゆり通りとバイパスは県管理の指定区間外）。
- 1975年：浦添市大平 - 宜野湾市嘉数広栄交差点間、区間内の伊祖トンネル開通で全線開通。
- 1987年：浦添市伊祖IC開通（県道153号バイパス開通）。西原バイパス（浦添市西原広栄交差点 - 宜野湾市我如古交差点）暫定開通（沖縄自動車道開通に伴う）。
- 1990年：西原バイパス全線開通。それに伴い両バイパスをつなぐ立体高架橋が開通。
- 1997年 広栄交差点 - 古島IC間の管理が県から国へ移管され、指定区間となる（広栄交差点 - コザ十字路間は指定当時から指定区間）。
- 2000年：安里立体高架橋の改築工事着手。初代高架橋は撤去される。
- 2002年：2代目の安里立体高架橋暫定開通。
- 2003年：沖縄都市モノレール（ゆいレール）開業。区間内に安里駅、おもろまち駅、古島駅の3駅が開業。2代目の安里立体高架橋が正式開通。

## 通過自治体
- 宜野湾市 - 浦添市 - 那覇市

## 主な交差点・トンネル
広栄交差点以北は別途西原バイパスとも呼ばれているが、この区間も含む。
- 我如古交差点
- 西原トンネル
- 広栄交差点（宜野湾市嘉数と浦添市西原の市境にまたがる）
- 伊祖IC（浦添市伊祖）
- 伊祖トンネル（同）
- 大平IC（浦添市大平）
- 古島IC（那覇市古島）
- 真嘉比IC（那覇市真嘉比・信号機が設置されたため、真嘉比交差点ともいう）
- 安里交差点（那覇市安里・ごくまれだが安里ICともいう）

## 交差する道路
- 国道330号西原バイパス（広栄交差点・立体交差で高架橋によって接続）
- 沖縄県道241号宜野湾南風原線（同・立体交差）
- 沖縄県道153号線（浦添市伊祖IC・牧港バイパスのみ交差）
- 沖縄県道38号浦添西原線（浦添市大平IC・立体交差）
- 沖縄県道82号那覇糸満線（環状2号・那覇市古島IC・立体交差）
- 那覇市道新都心西通り線・古島線（那覇市真嘉比IC・立体交差）
- 那覇市道那覇中環状線（那覇市おもろまち・平面交差だが将来立体交差の予定）
- 国道330号ひめゆり通り（那覇市安里交差点・立体交差で高架橋によって接続）
- 沖縄県道29号那覇北中城線（同・立体交差）

## 並行する鉄道
- 沖縄都市モノレール（ゆいレール・那覇市古島IC～安里）
  - 安里駅・おもろまち駅・古島駅

## 路線バス
この区間を通るバス路線名には必ず「バイパス経由」という表示がある。那覇バスターミナルから中部方面に向かうバス路線は国道58号経由が多く、この区間を通るバスは路線数が少ない。ただし、本数は多い。
モノレール開通を機に大幅な再編が行われ、市内線はモノレールと並行する路線はほぼ姿を消した。かわっておもろまち駅に向かうバス路線がいくつか新設された。宜野湾方面へはモノレールの古島駅でバイパス経由のバスに乗り換えることで那覇市内の渋滞を避けて早く移動できる。このような利用法は徐々に広まっており、2009年には21番新都心具志川線が新設されるなどバスの本数も増えつつある。

### 市内線
全て那覇バスによる運行
- 3番・松川新都心線 那覇市おもろまち新都心入口交差点～安里十字路
- 6番・那覇おもろまち線 那覇市おもろまち新都心入口交差点～安里十字路
- 11番・安岡宇栄原線 那覇市古島IC～おもろまち新都心入口交差点（新都心経由のみ）
- 13番・石嶺おもろまち線 那覇市おもろまち新都心入口交差点～安里十字路

### 市外線
全区間通る路線
- 88番・宜野湾線（琉球バス交通）
- 90番・知花（バイパス）線（琉球バス交通）
- 98番・琉大（バイパス）線（琉球バス交通）

宜野湾市嘉数 - 那覇市おもろまちを通る路線
- 21番・新都心具志川線（琉球バス交通）
- 888番・やんばる急行バス

浦添市伊祖インター - 那覇市安里十字路を通る路線
- 112番・国体道路線（琉球バス交通）

那覇市古島インター - 安里十字路を通る路線
- 55番・牧港線（琉球バス交通）
- 56番・浦添線（琉球バス交通）
- 333番・那覇西原（末吉）線（那覇バス）